# The Tattoos
The Tattoos waren ein deutsches Trompeterduo, bestehend aus Heinz Habermann und Manfred Moch, das von den späten 1960er-Jahren bis in die frühen 1970er-Jahre aktiv war.

## Werdegang
Heinz Habermann (* 4. Mai 1925 in Tüddern/Kreis Geilenkirchen, † 14. Februar 1991 in Sülfeld) arbeitete zuvor beim NDR, bei Kurt Henkels, im Fernsehorchester Viktor Reschke sowie in den Orchestern von Bert Kaempfert und James Last.
Manfred Moch (* 16. Mai 1930 in Hirschberg/Polen, † 28. Mai 2011 in Jávea/Spanien) war von 1960 bis 1968 Mitglied des Orchesters von Bert Kaempfert, ab 1968 spielte er im Orchester James Last und stand auch beim NDR unter Vertrag. Ende der 1970er Jahre spielte er auch im Orchester Kai Warner.
Habermann und Moch waren im Orchester James Last ab 1968 für die Stereo-Wechseltrompeten-Sektion zuständig. Ihre erste gemeinsame Langspielplatte spielten die Tattoos im Jahr 1967 für die Teldec ein, Anfang der 1970er Jahre wechselten sie dann zum neu gegründeten BASF-Label.

## Diskografie (Auswahl)
- 1967: Pops go Trumpet (Teldec 14485)
- 1968: Party Pops (Teldec 14515)
- 1968: The Tattoos zwingen zum Tanz: Muss i denn, muss i denn... (Teldec 14531)
- 1968: Tattoos a Gogo (Teldec 14564)
- 1968: Latin Pops (Teldec 14551)
- Tattoos Aktuell (Teldec 14634)
- 1972: The Original Tattoos (BASF 2021143-6)
- 1973: Hawaiian trumpets (BASF 2021625-2)

## Lexikalische Einträge
- Friedel Keim: Das große Buch der Trompete. Instrument, Geschichte, Trompeterlexikon. Mainz 2005: Schott International. ISBN 3-7957-0530-4.
- Jürgen Wölfer: Jazz in Deutschland. Das Lexikon. Alle Musiker und Plattenfirmen von 1920 bis heute. Hannibal, Höfen 2008, ISBN 978-3-85445-274-4.